# Lijst van oorlogsmonumenten in Leiderdorp
De Nederlandse gemeente Leiderdorp heeft enkele oorlogsmonumenten. Hieronder een overzicht.
| Nr.                             | Object              | Herdachte groep      | Ontwerper     | Onthulling    | Type            | Locatie                                   | Plaats     | Coördinaten                 | Foto                |
| ------------------------------- | ------------------- | -------------------- | ------------- | ------------- | --------------- | ----------------------------------------- | ---------- | --------------------------- | ------------------- |
| 2095                            | Herdenkingsmonument | algemeen             | Jan de Baat   | 29 april 1991 | beeld/sculptuur | Kerklaan, 2351 NS                         | Leiderdorp | 52° 9' 4" NB, 4° 31' 26" OL | Herdenkingsmonument |
| Dit oorlogsmonument op Wikidata | Stolpersteine       | vervolgden Nederland | Gunter Demnig |               | reliëf          | Zie Lijst van Stolpersteine in Leiderdorp |            |                             |                     |

Alblasserdam ·
Albrandswaard ·
Alphen aan den Rijn ·
Barendrecht ·
Bodegraven-Reeuwijk ·
Capelle aan den IJssel ·
Delft ·
Den Haag ·
Dordrecht ·
Goeree-Overflakkee ·
Gorinchem ·
Gouda ·
Hardinxveld-Giessendam ·
Hendrik-Ido-Ambacht ·
Hillegom ·
Hoeksche Waard ·
Kaag en Braassem ·
Katwijk ·
Krimpen aan den IJssel ·
Krimpenerwaard ·
Lansingerland ·
Leiden ·
Leiderdorp ·
Leidschendam-Voorburg ·
Lisse ·
Maassluis ·
Midden-Delfland ·
Molenlanden ·
Nieuwkoop ·
Nissewaard ·
Noordwijk ·
Oegstgeest ·
Papendrecht ·
Pijnacker-Nootdorp ·
Ridderkerk ·
Rijswijk ·
Rotterdam ·
Schiedam ·
Sliedrecht ·
Teylingen ·
Vlaardingen ·
Voorne aan Zee ·
Voorschoten ·
Waddinxveen ·
Wassenaar ·
Westland ·
Zoetermeer ·
Zoeterwoude ·
Zuidplas ·
Zwijndrecht